# Серкелвілл (Канзас)
Серкелвілл (англ. Circleville) — місто (англ. city) в США, в окрузі Джексон штату Канзас. Населення — 153 особи (2020).

## Географія
Серкелвілл розташований за координатами 39°30′34″ пн. ш. 95°51′21″ зх. д. / 39.50944° пн. ш. 95.85583° зх. д. (39.509365, -95.855789).  За даними Бюро перепису населення США в 2010 році місто мало площу 0,67 км², уся площа — суходіл.

## Демографія
Згідно з переписом 2010 року, у місті мешкало 170 осіб у 69 домогосподарствах у складі 47 родин. Густота населення становила 253 особи/км².  Було 77 помешкань (115/км²).
Расовий склад населення:
| - 95,3 % — білих - 4,1 % — корінних американців - 0,6 % — чорних або афроамериканців |

До двох чи більше рас належало 0,0 %. Частка іспаномовних становила 1,2 % від усіх жителів.
За віковим діапазоном населення розподілялося таким чином: 28,2 % — особи молодші 18 років, 55,3 % — особи у віці 18—64 років, 16,5 % — особи у віці 65 років та старші. Медіана віку мешканця становила 36,5 року. На 100 осіб жіночої статі у місті припадало 115,2 чоловіків;  на 100 жінок у віці від 18 років та старших — 103,3 чоловіків також старших 18 років.
Середній дохід на одне домашнє господарство  становив 54 786 доларів США (медіана — 55 000), а середній дохід на одну сім'ю — 64 633 долари (медіана — 67 500). За межею бідності перебувало 3,1 % осіб, у тому числі 0,0 % дітей у віці до 18 років та 6,5 % осіб у віці 65 років та старших.
Цивільне працевлаштоване населення становило 77 осіб. Основні галузі зайнятості: освіта, охорона здоров'я та соціальна допомога — 19,5 %, будівництво — 16,9 %, виробництво — 13,0 %, публічна адміністрація — 10,4 %.